# Xã Hamilton, Quận Jackson, Indiana
Xã Hamilton (tiếng Anh: Hamilton Township) là một xã thuộc quận Jackson, tiểu bang Indiana, Hoa Kỳ. Năm 2010, dân số của xã này là 1.660 người.